# 食 (佛教)
四食，佛教術語，是指有情眾生為維持生命所需要的基本支持來源。可分成四種食，摶食、觸食、意思食、識食四者，合稱四食。
佛教禪修中，有食厭想。

## 音義
梵語：，字面意思是吃、飲食、食物、營養、支持的意思。只要能夠使有情眾生，維持與延長其生命的一切，都可以稱為食（āhārah）。

## 概論
佛教認為，一切有情皆以「食」存，因「食」而得出生、長養、增廣或滅壞。眾生由五陰組合而成，因六界和合故便生於母胎中，為了維持身中六界（地、水、火、風、空、識）的正常運作，就必須進食；不單是色身需要物質食物的食，導向解脫的善法也要有食，五蘊身心各都有食，三界有情各都有食，沒有是無食的。佛教基本上將食分為四大類，也就是四食。著名的例子有《雜阿含經·三七一經》：
|  | 世尊告諸比丘：有四食資益眾生，令得住世攝受長養。何等為四？謂：一、麤摶食，二、細觸食，三、意思食，四、識食。 此四食何因？何集？何生？何觸？謂此諸食，愛因，愛集，愛生，愛觸。……六入處集是觸集，觸集是受集，受集是愛集，愛集是食集，食集故，未來世生、老、病、死、憂、悲、惱、苦集，如是純大苦聚集。 |

眾生雖然因為四食而得到益處，但由於對四食產生喜、愛，造成未來世的生、老、病、死、憂、悲、苦、惱因而廣集，造成眾生輪迴不斷，滅除對於食的貪愛才有可能證得解脫。
因此，在《阿含經》中，對於食的討論，是個很重要的課題，九事中的安住事，就是以四食為核心。如《雜阿含經》、《中阿含經》、《長阿含經》與《增一阿含經》中，皆有多個段落討論它。在部派佛教的論書中，也對這個主題多所討論。

## 唯識學派詮釋
組成五陰之地、水、火、風、空、識界體性各不相同，所需的食性便有差異，因此就有四種不同的食，所謂摶食、觸食、念食、識食，作為三界中不同五陰的所需。

### 摶食
摶食，是指人間的食物。人間食物有時成一團、有時成一段，或以人工摶成各種形狀，所以又稱為團食、段食。

### 觸食
觸食，是指細滑食。最強烈的細滑食，乃欲界人間男女交合時的種種細滑觸，洗澡沐浴時引生的細滑觸及衣服在身上產生的觸覺皆屬之；色界天人無鼻識、舌識，不需摶食，皆以禪定的制心一處能力作為色界天身的食，禪定產生的身心二樂，成其意識與意根的觸食。

### 念食
念食也稱為意思食。由於意識與意根的思惟與念想而成為長養意識與意根持續現行的動力，所以念食就是意識與意根的食物。舉凡善、惡、無記法的學習與思惟，及一再受熏與思惟，都屬於念食，因識的行為一定會導意根的心行改變或增廣，所以念食同為意識與意根的食物。意根的念食，在三界一切位中都存在，遍三界九地。

### 識食
人類的色身與受、想、行、識五陰，是由入胎識進入母胎，攝取母血中四大物質來製造色身，並留出空缺處，讓食食物、血液、內分泌等物質流通，而完成營養攝取及新陳代謝的功用，才能出生諸法，才能在人間生存。
識的熏習即識食，凡是對六塵諸法熏習不斷，不斷積集後有種子（功能差別），皆名為識食，故諸識都有食相；前七識有食的時候，第八識就會收藏諸法中貪愛種子，這就是第八識在欲界中的食，但第八識自身其實無食。地獄眾生純粹以第八識業種的流注為食，維持其生命狀況，不依靠物質色法。

## 食厭想
對於四食，產生喜歡與貪愛，就會讓識增長，入於名色，增長諸行，產生苦；如果滅除對於四食的貪愛，就可以滅除苦。
釋迦牟尼認為禁食、不食，無益於解脫，主張節制飲食、守護根門，去除對飲食的貪愛，錯誤的飲食方式會增加五蓋，但適當的飲食可以增益七覺支。佛教修行者以食厭想來滅除對於食的貪愛，作為修行之用。
漢傳佛教中，鼓勵僧侶飲食時應採五種觀察、思惟，稱為食存五觀。將用飯的齋堂稱為五觀堂。